# Прогнозування педагогічне
Прогнозування педагогічне (від гр. «prognosis» у перекладі «передбачення») — це розробка прогнозів, тобто ймовірних суджень щодо стану функціонування об'єктів у найближчому і віддаленому майбутньому [1, с. 716]. Тобто це процес створення прогнозу, який і називається прогнозуванням. А сам прогноз – це передбачення, пророкування майбутнього стану чи розвитку об'єкта прогнозування для того, щоб ним можна було ефективно управляти або одержати від нього якусь корисність для прийняття позитивного рішення. У широкому сенсі слова, під прогнозом розуміють систему обґрунтованих уявлень про можливий стан об'єкта і про шляхи його розвитку в майбутньому (або – в минулому). Будь-яке прогнозування покликане відповісти на запитання: «Що буде, якщо... ?» і «Що треба зробити, щоб... ?».
Поряд із поняттям «прогнозувати» часто зустрічаються й інші, супутні поняття: «пророкувати», «пророчити», «призвіщати», «провіщати», «передбачати», «провидіти» і т. ін. Тільки два з них позначають кількісні методи прогнозування, а саме «прогнозування» (forecasting) і «передбачення» (prediction). Ці поняття відрізняються одне від одного лише ступенем імовірності оцінки майбутнього.
По суті, дефініції «передбачення» і «прогнозування» є синонімами, але термін «передбачення» часто пов'язують не тільки з науковим пророкуванням майбутнього. У поняття «передбачення» вкладають і ненауковий підхід пророкування майбутнього на основі інтуїтивного, повсякденного і релігійного псевдопередбачення. Чіткої грані між науковим і ненауковим передбаченням немає. Справа в тому, що, наприклад, передбачення поводження об'єкта та його прогнозування на основі психологічних особливостей людини (наприклад, пророкування на основі аналізу сновидінь або людської інтуїції), не можна цілком віднести до ненаукового напряму.
Один із відомих фахівців у галузі теорії прогнозування І. В. Бестужев-Лада так описує вихідні поняття прогностики: «Пророкування виявляється у формі передчуття, передбачення, передугадування, прогнозування. Передчуття (просте передбачення) містить інформацію про майбутнє на рівні інтуїції – підсвідомості. Іноді це поняття поширюють на всю сферу найпростішого випереджального відображення як властивості будь-якого організму. Передугадування (складне передбачення) несе інформацію про майбутнє на основі життєвого досвіду, більш-менш правильні здогади про майбутнє, які не засновані на спеціальних наукових дослідженнях. Іноді це поняття поширюють на всі сфери складного випереджального відображення, яке є властивістю вищої форми руху матерії – мислення. Нарешті, прогнозування (яке часто вживають у попередніх значеннях) повинно означати при такому підході спеціальне наукове дослідження, предметом якого виступають перспективи розвитку явища» [2, с. 7].
Педагогічне прогнозування пов'язане з педагогічними системами. Педагогічна система (від грецького sistema – ціле, що складене з частин) – це об'єднання (цілісність) компонентів взаємодіючих і взаємодоповнюючих частин, що залишаються стійкими при змінах. Якщо ці зміни (нововведення) перевищують певну припустиму межу (запас міцності), то система руйнується, на її місці виникає нова система з іншими властивостями [3, с. 116].
Одночасно з поняттям «педагогічна система» використовують близькі до нього словосполучення: «виховна система», «дидактична система», «навчально-виховна система», «освітня система», що виступають основними категоріями в понятійному апараті педагогіки.
Наведемо основні визначення понять, які пов'язані з процесом педагогічного прогнозування.
Прийом педагогічного прогнозування – це теоретична форма чи практична операція або дія у вигляді підходу до розробки прогнозу педагогічної реальності, що спрямована на одержання конкретного результату. Прогнозна процедура (від латинського «procedo» – просуваюся) – це встановлений порядок у вигляді набору прийомів прогнозування, що забезпечують виконання визначеної сукупності операцій. Метод прогнозування – це впорядкована сукупність прогнозних прийомів і операцій теоретичного та практичного освоєння, спрямованих на розробку прогнозу в цілому; він являє собою шлях дослідження і спосіб відшукування педагогічного майбутнього. Спосіб прогнозування – це одержання й обробка інформації про майбутнє педагогічної системи або процесу на основі однорідних методів розробки прогнозу. Прогнозна методика – це впорядкована сукупність методів і способів прогнозування в різних формах їхньої взаємодії, правил та конкретних закономірностей їх використання. Система педагогічного прогнозування – упорядкована сукупність методик прогнозування, комп'ютерних засобів, інформаційних технологій, призначена для пророкування майбутнього складних процесів навчання, виховання і розвитку.
Методологія прогнозування – це вчення про принципи, загальні методи, способи і системи розробки прогнозу, тобто вчення про побудову діяльності, що спрямована на одержання прогнозу; методологія заснована на логічній організації перелічених складових, теоретичних засадах і практичних узагальнюючих засобах їх втілення. Ми виокремлюємо кілька якісних рівнів методології педагогічного прогнозування. Змістом першого рівня є так звана філософія педагогічного прогнозування, тобто вчення про загальнонаукову методологію прогнозування через її цілепокладання, системний, природодоцільний, сенергетичний та інші загальні підходи. Другий рівень становлять методології конкретних наук, що дають позитивні результати у педагогіці, тобто сукупність методів, принципів дослідження і процедур, які застосовуються на окремо взятій спеціальній науковій дисципліні, наприклад, психології, математиці, економетрії, теорії ймовірностей, теорії ігор, теорії корисності, теорії фракталів та інших сферах наукового знання.
Оцінювання надійності прогнозів називається верифікацією. Методика верифікації багато в чому визначається основними характеристиками прогнозу. Уніфікованої методики верифікації педагогічних прогнозів не існує, тому що для кожного випадку прогнозування, для кожного окремого підходу необхідно описувати новий порядок його верифікації.
Методологічною підставою стосовно використання різних типів класифікацій та для розробки політики і стратегії педагогічного прогнозування, мають бути головні компоненти самого поняття «педагогіка», а значить навчання, виховання і розвитку. Якщо до цих компонентів додати їх похідні складові – система, цінність, процес і результат, то тоді силуетно можна виділити відповідні стратегічні спрямованості у вигляді об'єктів прогнозування, що вже представляють очевидний теоретичний та практичний інтерес для дослідника.